# Bakalite, Kărdjali
Bakalite (în bulgară Бакалите) este un sat în comuna Cernoocene, regiunea Kărdjali,  Bulgaria. 

## Demografie
Componența etnică a satului Bakalite
     Turci (98,9%)
     Nicio identificare (1,09%)
     Altele (0%)
La recensământul din 2011, populația satului Bakalite era de 91 locuitori. Din punct de vedere etnic, majoritatea locuitorilor (98,9%) erau turci. Pentru 1,09% din locuitori nu este cunoscută apartenența etnică.